# Ranunculus fraternus
Ranunculus fraternus Schrenk ex Fisch. & C.A. Mey. – gatunek rośliny z rodziny jaskrowatych (Ranunculaceae Juss.). Występuje naturalnie w Kazachstanie oraz Chinach (w zachodniej części regionu autonomicznego Sinciang). 

## Morfologia
PokrójBylina o lekko owłosionych pędach. Dorasta do 5–20 cm wysokości.
LiścieMają prawie okrągły lub okrągło owalny kształt. Mierzą 1–2,5 cm długości oraz 1–3 cm szerokości. Są lekko skórzaste. Nasada liścia ma zaokrąglony lub prawie sercowaty kształt. Brzegi są wyraźnie ząbkowane. Wierzchołek jest tępy. Ogonek liściowy jest nagi i ma 1,5–7 cm długości.
KwiatySą pojedyncze. Pojawiają się na szczytach pędów. Mają żółtą barwę. Dorastają do 15–28 mm średnicy. Mają 5 eliptycznie owalnych działek kielicha, które dorastają do 6–8 mm długości. Mają 5 lub 6 owalnych płatków o długości 7–14 mm.

## Biologia i ekologia
Rośnie na górskich łąkach. Występuje na wysokości od 2100 do 2600 m n.p.m. Kwitnie od maja do czerwca. Preferuje stanowiska w pełnym nasłonecznieniu. Dobrze rośnie na wilgotnym, żyznym i dobrze przepuszczalnym podłożu.